# 自由單車
自由單車是法國首都巴黎的公共自行車出租系統，名稱由來為法文的 Vélo (自行車) 與 libre (自由)合併而成；2007年6月13日開始試營運，7月15日開始營運。服務開始之後一年已有2,750萬人使用，2011年平均每天有85,811人使用。是目前世界上規模最大的自行車出租服務。用户可使用通游卡租车。

## 外部連結
- 官方网站